# 麥科米克角
71°50′S 170°58′E / 71.833°S 170.967°E
麥科米克角（英語：Cape McCormick），是南極洲的海岬，位於維多利亞地的博克格雷溫克海岸，處於阿代爾半島東端，在1841年由詹姆斯·克拉克·羅斯發現，現時由南極條約體系管理。